# Tomás Séamus Ó Fiaich

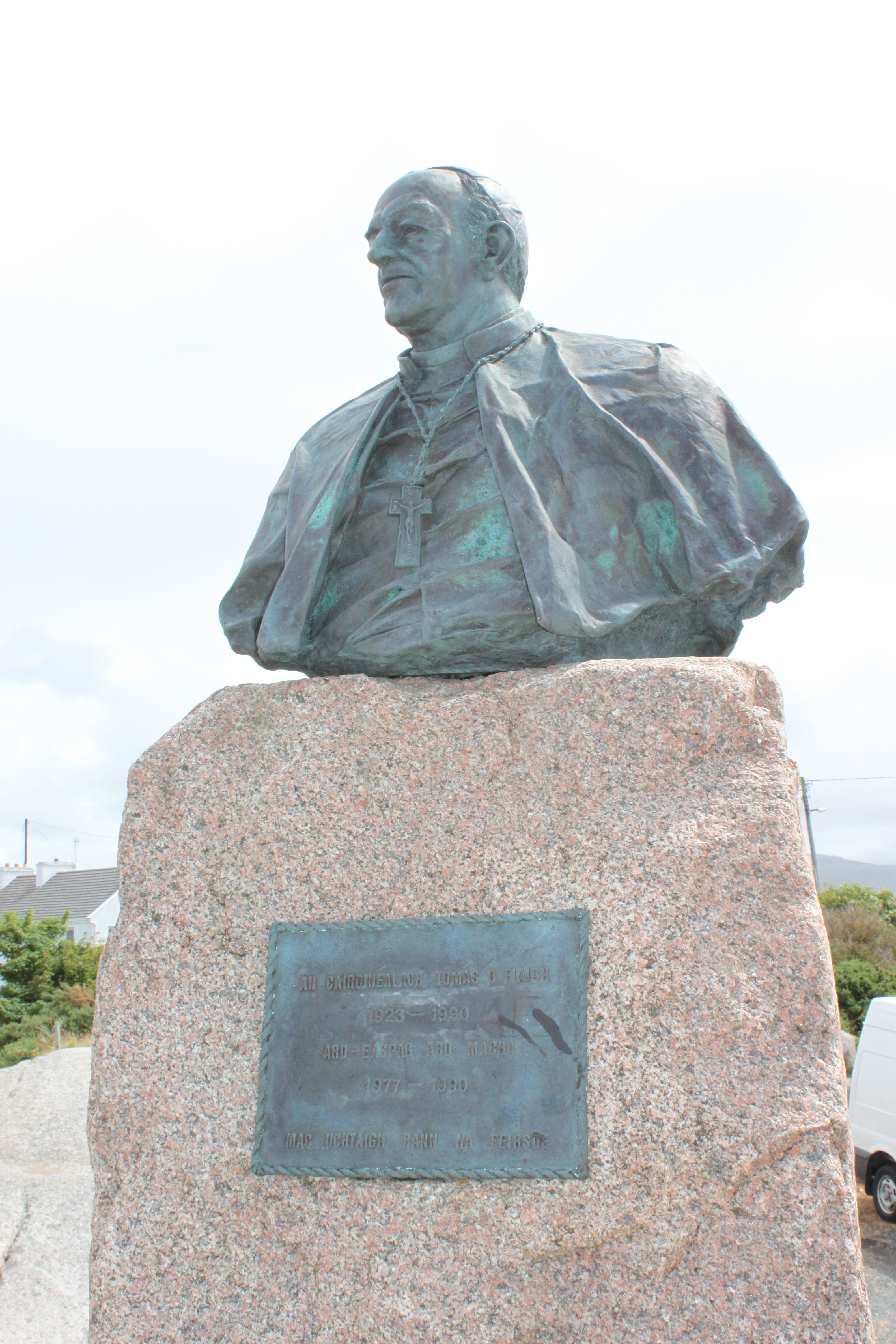
Büste des Kardinals in Ranafast, County Donegal

Kardinalswappen

Tomás Séamus Kardinal Ó Fiaich (* 3. November 1923 in Cullyhanna, County Armagh, Nordirland; † 8. Mai 1990 in Toulouse, Département Haute-Garonne, Frankreich) war ein nordirischer Kardinal der römisch-katholischen Kirche und Erzbischof von Armagh.

## Leben

### Priester und Professor
Tomás Séamus Ó Fiaich (anglisiert: Thomas James Fee) empfing am 6. Juli 1948 die Priesterweihe, er verbrachte die ersten Jahre nach der Ordination als Vikar in der Pfarrei in Clonfeacle. Der in Camlough, einer stark republikanischen Region Nordirlands, Aufgewachsene absolvierte ein postgraduales Studium am University College Dublin (1948–1950), wo er einen MA der frühen und mittelalterlichen irischen Geschichte erwarb. Anschließend studierte er bis 1952 auch an der Katholischen Universität Leuven in Belgien, wo er ein Lizenziat in Geschichtswissenschaft erhielt. Er trat der Fakultät des St Patrick’s Colleges im Jahr 1953 bei. Tomás Ó Fiaich war ein bekannter Gelehrter der irischen Sprache, Volkskundler und Historiker am St. Patrick's College, dem nationalen Seminar Irlands, wo er von 1959 bis 1974 als Professor für Moderne Irische Geschichte lehrte. In dieser Funktion schlug er Nollaig Ó Muraíle die Erforschung Dubhaltach Mac Fhirbhisighs und seiner Werke vor. Von 1970 bis 1974 war er Vizepräsident und anschließend bis 1977 Hochschulpräsident des St. Patrick's College. Er übte damit ein Amt aus, das traditionell ein Bischof innehat.

### Erzbischof von Armagh und Kardinal
Nach dem Tod von William Kardinal Conway am 17. April 1977 ernannte ihn Papst Paul VI. am 18. August 1977 zum Erzbischof von Armagh. Der Apostolische Nuntius in Irland, Gaetano Alibrandi, spendete ihm am 2. Oktober desselben Jahres die Bischofsweihe; Mitkonsekratoren waren Francis Lenny, Weihbischof in Armagh, und William J. Philbin, Bischof von Down und Connor. Wie die meisten Erzbischöfe von Armagh nahm ihn Johannes Paul II. am 30. Juni 1979 als Kardinalpriester mit der Titelkirche San Patrizio in das Kardinalskollegium auf. Obwohl Kardinal Ó Fiaich alle seine prägenden Jahre in akademischen Kreisen verbrachte, war er ein geschickter Pfarrer. Seine Amtszeit als Primas wird oft mit dem politischen Streit in Nordirland in den 1970er und 1980er Jahren verbunden. Ein Vorfall ist eng mit dem Kardinal verbunden, der Irische Hungerstreik von 1981.

#### Papstbesuch 1979
Das erste große Ereignis in Ó Fiaichs Amtszeit war der erste päpstliche Besuch in Irland nach 1400 Jahren des Christentums vom 29. September bis zum 1. Oktober 1979. Der Papst feierte eine Messe vor einer Million Menschen im Phoenix Park in Dublin. Seine große Rede an der Grenze zu Nordirland appellierte an alle Organisationen zur Beendigung des Nordirlandkonfliktes und diesem folgte ein Besuch im Marienheiligtum in Knock, County Mayo.

#### Kritik an seiner politischen Haltung
Politisch wurde er weniger als seine Vorgänger und Nachfolger für seine kritische Haltung zum irischen Republikanismus kritisiert. Die irische Regierung, vor allem Taoiseach Jack Lynch und Garret FitzGerald, kritisierte ihn fortlaufend wegen übermäßiger Nähe zum Republikanismus. Unionisten waren die Hauptkritiker.
Republikaner jedoch lobten den Kardinal für seine Kritik an der britischen Politik in Nordirland und für sein offenes Eintreten für ein vereinigtes Irland.
Seine schärfsten Kritiker waren in den irischen Medien, vor allem The Sunday Independent (konservativ) und The Irish Times (linksliberal), die für ihre kritische Haltung gegenüber dem irischen Republikanismus bekannt waren. Er wurde jedoch stark durch The Irish Press (nationalistisch) und An Phoblacht verteidigt.

#### Hungerstreiks
Während des Hungerstreiks war er nach Meinung vieler die einflussreichste Privatperson unter den republikanischen Unterstützern, da er half den ersten Hungerstreik durch direkten Kontakt mit den Republikanern im Maze Prison in Nordirland zu beenden. Er besuchte das Maze Prison und bezeugte den Dirty Protest (Die Gefangenen beschmierten mit Fäkalien die Wände ihrer Zellen und ließen links Essen auf Etagenfluren verrotten, während sie nur Decken trugen und sich weigerten sich zu waschen, aus Protest gegen den Abzug der Special Category Status von den republikanischen Gefangenen).
Er erklärte:

„Ich war von den unmenschlichen Bedingungen schockiert... in denen mehr als 300 Gefangene inhaftiert sind. Man würde es kaum einen Tier erlauben, unter solchen Bedingungen zu leben, geschweige denn einem Mensch. Die nächste Annäherung daran, was ich gesehen habe, war der Anblick von Hunderten obdachloser Menschen in Kanalrohren in den Slums von Kalkutta.“

Als während des Hungerstreiks Raymond McCreesh starb, sagte Ó Fiaich:

„Raymond McCreesh wurde gefangen genommen als er im Alter von 19 Jahren Waffen trug und wurde zu 14 Jahren Haft verurteilt. Ich habe keinen Zweifel, dass er das Innere eines Gefängnisses nie gesehen hätte, außer in dieser abnormalen politischen Situation. Wer ist berechtigt ihn als Mörder oder Selbstmörder zu bezeichnen?“

Während der Kardinal seine tiefe Besorgnis über die Behandlung von Gefangenen zeigte, war er gleichermaßen kritisch gegenüber denen, die Gewalt einsetzten, um den irischen Nationalismus zu unterstützen.

#### Reverend Armstrongs Situation
Im Jahr 1983 war der presbyterianische Reverend David Armstrong gezwungen, Limavady aufgrund von Drohungen zu verlassen, nachdem er Pater Kevin Mullans katholischer Gemeinde „Frohe Weihnachten“ gewünscht hatte. Kardinal Ó Fiaich gab ihm eine Geldspende, um sich in England anzusiedeln.

#### Aktivitäten im Vatikan
Während seiner Amtszeit besuchte er viele Synoden und Versammlungen des Heiligen Kardinalskollegiums. Die wichtigsten Sitzungen waren:
- 1. Vollversammlung des Kardinalskollegiums, Vatikanstadt, 5.–9. November 1979
- Weltbischofssynode (Ordentliche Generalversammlung), Vatikanstadt, 26. September – 25. Oktober 1980
- Weltbischofssynode (Ordentliche Generalversammlung), Vatikanstadt, 29. September – 28. Oktober 1983
- Weltbischofssynode (Außerordentliche Generalversammlung), Vatikanstadt, 24. November – 8. Dezember 1985
- Weltbischofssynode (Ordentliche Generalversammlung), Vatikanstadt, 1.–30. Oktober 1987

### Plötzlicher Tod
Ó Fiaich starb an einem Herzinfarkt am Abend des 8. Mai 1990 während der jährlichen Diözesanwallfahrt zum Marianischen Heiligtum in Lourdes in Frankreich. Er war einen Tag zuvor nach Frankreich gekommen und fühlte sich krank, kurz nachdem er eine Messe in der Grotte in der französischen Stadt hielt. Er wurde per Hubschrauber in ein 200 km entferntes Krankenhaus in Toulouse gebracht, wo er 66-jährig starb. Er wurde in der St Patrick’s Cathedral aufgebahrt, wo Tausende von Menschen Schlange standen, um sich von ihm zu verabschieden. Dort ist er auch beigesetzt. Ihm folgte als Erzbischof und Kardinal der sechs Jahre ältere Cahal Daly, zuvor Bischof von Down und Connor.

## Cardinal Ó Fiaich Memorial Library
Die Cardinal Ó Fiaich Memorial Library, ein eingetragener Verein, wurde offiziell am 8. Mai 1999 in Armagh von der nordirischen Staatssekretärin Marjorie Mowlam eröffnet. Benannt nach dem Kardinal zu Ehren seiner wissenschaftlichen Interessen, enthält die Bibliothek umfangreiches archivalisches Material über die lokale und nationale irischen Folklore, Tradition und Geschichte. Kardinal Ó Fiaichs private Papiere in seiner Zeit als Erzbischof und Kardinal befinden sich ebenso in der Bibliothek wie die von neun früheren römisch-katholischen Erzbischöfen von Armagh seit dem Mitte des achtzehnten Jahrhunderts.

## Werke
- Edmund O'Reilly, Archbishop of Armagh 1657–1669. In: Father Luke Wadding Commemorative Volume. Franciscan Fathers, 1957, S. 171–228.
- Irish cultural influence in Europe, 6th to 12th century. Dublin 1967.
- The Irish Bishops and The Conscription Issue 1918. In: The Capuchin Annual. 1968.
- Columbanus in His Own Words. Veritas Publications, Dublin 1974.
- Virgil's Irish background and departure for France. In: Seanchas Ardmacha. ix (1985), S. 301–317.
- Gaelscrínte san Eoraop. Dublin 1986.
- Irish monks in Germany in the late Middle Ages. In: W.J. Sheils, Diana Wood (Hrsg.): The Church, Ireland and the Irish. Oxford 1989 (= Studies in Church History), xxv, S. 89–104.
- The early period. In: Rémonn Ó Muirí (Hrsg.): Irish Church History Today. Armagh [1991?], S. 1–12.
- Virgils Werdegang in Irland und sein Weg auf den Kontinent. In: Virgilius von Salzburg. S. 17–26.